# Colletes everaertae
Colletes everaertae är en biart som beskrevs av Michener 1993. Colletes everaertae ingår i släktet sidenbin, och familjen korttungebin. Inga underarter finns listade i Catalogue of Life.